# 拉瓦里诺
拉瓦里诺（義大利語：Ravarino），是意大利摩德纳省的一个市镇。总面积28平方公里，人口6295人，人口密度224.8人/平方公里（2009年）。ISTAT代码为036034。